# Jerome Kohlberg, Jr.
Jerome Spiegel Kohlberg, Jr. (* 10. Juli 1925 in New York; † 30. Juli 2015 in Martha’s Vineyard, Massachusetts) war ein US-amerikanischer Geschäftsmann und Milliardär. Kohlberg war Mitgründer der Private-Equity-Gesellschaft Kohlberg Kravis Roberts & Co.

## Ausbildung
Kohlberg besuchte die New Rochelle High School in New Rochelle, bevor er das Swarthmore College besuchte. Dort machte er einen Bachelor of Arts. Später erlangte er einen MBA von der Harvard Business School und einen Masterabschluss in Rechtswissenschaften von der Columbia Law School.
1986 gründete er die Philip Evans Scholarship Foundation des Swarthmore Colleges.

## Werdegang
Kohlberg arbeitete für die US-Investmentbank Bear Stearns zusammen mit Henry Kravis und George Roberts, die 1976 gemeinsam die auf fremdfinanzierte Übernahmen spezialisierte Kohlberg Kravis Roberts Investmentgesellschaft gründeten. 1994 stieg Kohlberg aus und überließ seinem Sohn James Kohlberg die Leitung.
Kohlberg engagierte sich sozial über die Kohlberg Foundation. 2006 wurde er in die American Academy of Arts and Sciences gewählt.

## Familie
Kohlberg war verheiratet und hatte vier Kinder. Seine Frau Nancy leitet das Restaurant The Flying Pig (deutsch: Das fliegende Schwein) in Mount Kisco.

## Vermögen
- 2008 wurde sein Vermögen auf 1,5 Milliarden US-Dollar geschätzt. Damit erreichte er Platz 785 der reichsten Menschen der Welt.[2]